# Alcis postcandida
Alcis postcandida là một loài bướm đêm trong họ Geometridae.